# Loudilka (Okříšky)

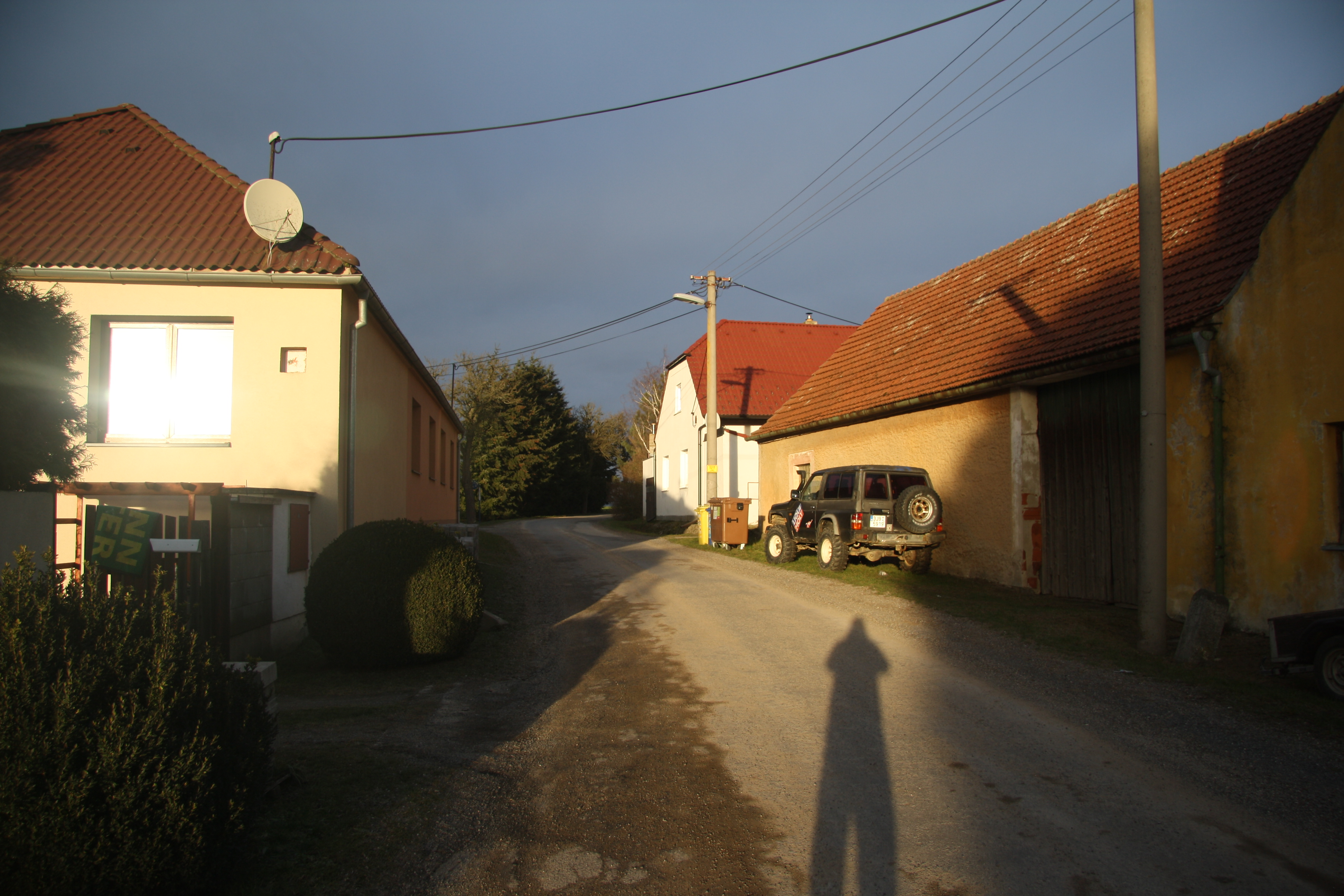
Ulice v Loudilce

Loudilka (německy Lodielka, latinsky Laudilka) je malá osada v okrese Třebíč v kraji Vysočina. Většina jejího území patří městysu Okříšky, jemuž připadá východní část, zatímco menší západní část připadá obci Pokojovice. Loudilka se nachází asi 12,6 km severozápadně od centra Třebíče a asi 8,7 km od okraje jejího zastavěného území. 
Loudilkou prochází silnice III/4058. Osada je označena na obou stranách značkou s nápisem Okříšky – Loudilka.

## Historie
Osada Loudilka existovala již v 18. století, nacházel se zde hostinec. V roce 1835 zde stály čtyři budovy.  

## Geografie
Sousedními obcemi osady Loudilka jsou Heraltice, Okříšky a Pokojovice. Pokojovice se nacházejí asi 1 km na jihozápad od Loudilky, Heraltice asi 1,6 km na západ a Okříšky asi 2,6 km na severovýchod. Jižně od Loudilky protéká nepojmenovaný potok, který se vlévá do Steklého rybníka východně od Hvězdoňovic. Severozápadně od středu Loudilky se rovněž nachází malý rybník, kterým tento potok protéká.
V osadě je registrováno osm čísel popisných. Prochází jí stejnojmenná ulice Loudilka.